# Geisa Lauro Ferreira
Geisa Lauro Ferreira (1948) es una bióloga, botánica, micóloga, curadora, y profesora brasileña.

## Biografía
En 1971, obtuvo la licenciatura en Ciencias Biológicas por la Universidad Federal de Río de Janeiro; en 1989, y por la misma casa de altos estudios, un título de maestría en botánica, defendiendo la tesis Estudo Taxonômico das Espécies Brasileiras do Gênero Norantea Aublet (Marcgraviaceae), con la supervisión de la Dra. Graziela Maciel Barroso (1912-2003), siendo becaria del Consejo Nacional de Desenvolvimiento Científico y Tecnológico, CNPq, Brasil.
Desarrolla actividades científicas y académicas en el Instituto de Pesquisas, Jardim Botânico do Rio de Janeiro.
Es autora en la identificación y nombramiento de nuevas especies para la ciencia, a abril de 2015, posee cuatro nuevos registros de especies, especialmente de la familia Marcgraviaceae, y con énfasis del género Norantea (véase más abajo el vínculo a IPNI).

## Algunas publicaciones
- BAUMGRATZ, J. F. A.; FERREIRA, G. L. 1984. Nervação e epiderme foliar das Melastomataceae do Estado do Rio de Janeiro. Gênero Miconia Ruiz et Pavon. Seção Tamonea (Aubl.) Cogniaux. Rodriguésia 36 (58): 89-94

- FERREIRA, G. L. 1982. Anatomia foliar de Norantea brasiliensis choysi. Marcgraviaceae. Arquivos do Jardim Botanico do Rio de Janeiro 26: 87-94, il.

- BAUMGRATZ, J. F. A.; FERREIRA, G. L. 1980. Estudo da Nervação e Epiderme Foliar das Melastomataceae do Município do Rio de Janeiro. Gênero Miconia. Seção Miconia. Rodriguésia 32 (54): 161-169

## Libros
- DE CARVALHO, L. Á. F.; PEIXOTO, S. L.; FERREIRA, G. L. 1991. Tipos nomenclaturais caracterizados do herbário do Jardim Botânico do Rio de Janeiro. Série estudos e contribuições 3 - Jardim Botânico do Rio de Janeiro. 2.ª ed de Jardim Botânico do Rio de Janeiro, 77 pp.[6]

- FERREIRA, G. L. 1989. Estudo taxinômico das espécies brasileiras do gênero Norantea Aublet (Marcgraviaceae). Ed. Universidade Federal do Rio de Janeiro, 	328 pp.

## Honores
- 1996: XLVIIº Congresso Nacional de Botânica - Nova Friburgo, presidenta de los Plenarios[7]

## Membresías
- Sociedad Botánica de Brasil[8]

- Portal:Biografías. Contenido relacionado con Botánica.
- Portal:Biología. Contenido relacionado con Taxonomía.